# Michael Myers
Michael Myers är den fiktive ökände seriemördaren ur Alla helgons blodiga natt / Halloween-filmerna. Han gör sin filmdebut i den första filmen i serien, Alla helgons blodiga natt (1978), då han som sexårig pojke mördar sin syster. 15 år senare återvänder han hem för att döda fler tonåringar. Han skapades av Debra Hill och John Carpenter. Michael Myers har varit med i nio av tio Halloween-filmer.
Michael Myers är Halloween-seriens huvudantagonist, förutom del 3, som inte är kopplad till resten av serien. Han är alltid klädd i en vit mask, och det enda ljud han gör är en tung andning. Han är framställd som ren ondska, både av filmskaparna och fans.

## Framträdanden
Michael Myers gör sin debut i originalet, Alla helgons blodiga natt (1978). Han var bara sex år när han mördade sin äldre syster, Judith. Efter att ha tillbringat 15 år på ett mentalsjukhus, flyr han för att återvända hem till Haddonfield, Illinois. Han förföljer den tonåriga barnvakten Laurie Strode, medan hans psykolog från mentalsjukhuset, Dr Loomis, desperat försöker hitta honom. Michael mördar Lauries vänner, men hon lyckas med nöd och näppe undkomma Michael, tills Dr Loomis till slut räddar henne genom att skjuta Michael sex gånger, och han ramlar till synes livlös ner från andra våningen. När Loomis går för att kolla kroppen har dock Michael försvunnit. Uppföljaren, Halloween II (1981), tar vid där ettan slutade. Loomis letar efter Michael som försvunnit. Michael följer Laurie till det lokala sjukhuset, där han fortsätter sin massaker, för att komma åt henne. Loomis får även reda på att Laurie är Michaels syster. Loomis skyndar till sjukhuset och lyckas rädda Laurie, genom att spränga en operationssal, som han och Michael befinner sig i.
Halloween 4: Återkomsten utspelar sig tio år efter händelserna i del två. Michael och Loomis har båda överlevt explosionen, men Michael har legat i koma under tiden. Michael vaknar upp ur koman när han hör att Laurie har dött, men att hennes dotter, Jamie Lloyd, fortfarande lever. Han återvänder till Haddonfield där han orsakar ett strömavbrott, och mördar sedan hela stadens polisstyrka. Det hela slutar med att Michael till slut blir nedskjuten i en gruva av Illinois-polisen. Halloween 5: Förbannelsen (1989) börjar exakt där den tidigare slutade och Michael flyr från gruvan, svårt skadad. Han tas omhand av en lokal eremit. Ett år senare dödar Michael eremiten och återvänder till Haddonfield för att hitta Jamie igen. Det hela slutar med att Michael jagar henne till hans barndomshem, där Loomis gillrat en fälla. Michael blir till slut fångad och tagen till den lokala polisstationen, men en svartklädd figur fritar honom genom att skjuta ner alla poliser. Alla helgons blodiga natt 6 (1995) tar plats sex år efter del fem. Både Jamie och Michael har försvunnit från Haddonfield. Jamie har blivit kidnappad och impregnerat av en kult vid namn Thorn, ledd av Dr Terence Wynn, Loomis vän och kollega från Smith's Groove mentalsjukhus. Det visar sig att Wynn har manipulerat Michael, och det var han som var den mystiske svartklädde figuren som räddade Michael i del fem. Michael dödar Jamie, men hon hinner gömma sitt nyfödde barn, som upptäcks av Tommy Doyle. Han skyddar barnet, och får även reda på att Thorns förbannelse är orsaken till Michaels besatthet av att mörda hela sin familj, och hans till synes övernaturliga egenskaper.
Alla helgons blodiga natt – 20 år senare (1998) utspelar sig 20 år efter Halloween II, och ignorerar helt de tre tidigare filmerna. Michael Myers har varit försvunnen sedan 1978. Laurie Strode har förfalskat sin död för att fly från sin bror. Hon bor nu i Kalifornien med sin tonårige son, Josh. Exakt 20 år sedan deras senaste möte spårar Michael Laurie och hennes son till den privata internatskola där hon är rektor, och mördar Joshs vänner. Med Michael hack i häl väljer Laurie att skicka Josh i säkerhet och gå tillbaka och möta sin bror öga mot öga. Efter en vild jakt lyckas Laurie till slut halshugga Michael.
Halloween: Resurrection utspelar sig tre år efter 20 år senare, där det visar sig att det inte var Michael som Laurie halshögg, utan en sjukvårdare som Michael bytt kläder med. Michael spårar Laurie till ett sinnessjukhus, där han dödar henne. Han återvänder till Haddonfield och dödar en grupp studenter som spelar in en reality show i Michaels barndomshem. En tävlande vid namn Sarah och showens producent Freddie Harris lyckas fly genom att fånga Michael i husets brinnande garage.
En ny version av Michael Myers syns i Rob Zombies Halloween (2007), en nyinspelning av originalet. Filmen följer originalets handling, men mer fokus har lagts på Michaels barndom. Tioåriga Michael ses döda djur och blir mobbad hemma av sin syster Judith och hans mammas kille Ronnie. Han mördar båda, tillsammans med systerns pojkvän Steve. Under tiden han sitter på Smiths Grove mentalsjukhus, börjar Michael tillverka masker, samtidigt som Dr Sam Loomis förgäves försöker hjälpa honom. Som vuxen flyr Michael från mentalsjukhuset och återvänder hem till Haddonfield för att återförenas med sin kära syster Laurie. Laurie är dock livrädd för honom och skjuter honom till slut i självförsvar. Zombies story fortsätter i uppföljaren Halloween II (2009), som tar vid där remaken slutade, för att sedan hoppa fram ett år. Michael är förmodad död, men återuppstår efter en vision, där hans avlidna mamma Deborah säger åt honom att leta upp sin syster Laurie, så de kan "komma hem". I filmen har Michael och Laurie en mental länk, där de båda delar visioner om sin mamma.

## I populärkultur
- I TV-serien Robot Chickens nittonde avsnitt, "That Hurts Me", är Myers l med i en skräckfilms-Big Brother, tillsammans med Jason Voorhees, Freddy Krueger, Ghostface, Pinhead och Leatherface. Myers blir utröstad, tar av sig masken och visar sig vara skådespelaren Mike Myers.
- Myers var med i ett avsnitt av Ghost Whisperer, kallat "Horror Show". I avsnittet så kommunicerar en ande med Jennifer Love Hewitts karaktär genom att placera henne i den avlidnes favoritskräckfilmer, och Michael är inblandad i en scen.
- Myers gör en cameo i Rob Zombies The Haunted World of El Superbeasto (2009).
- I en novellsamling kallad The Nightmares on Elm Street: Freddy Krueger's Seven Sweetest Dreams, tittar en karaktär igenom en bok kallad 'Beasts Who Walk As Men: A Case History of America's Vilest Serial Killers' och hittar en sida i boken som nämner både Michael Myers och Jason Voorhees.
- Myers är en spelbar mördare i datorspelet Dead by Daylight.